# وبر (جنس)
الوَبْر أو الدَّمَان أو الزَّلم هو جنس وبريات. الوبر الصخري هو النوع الوحيد الموجود حاليًا المنتمي لهذا الجنس، وقد ضُمَّت له أنواع أُخرى سابقًا، مثل الوبر الحبشي ووبر النوبة وكلاهما أصبحا نُويعَة. تُعرف أيضًا العديد من الأنواع الأحفورية ، ويعود أقدمها إلى العصر الزَّنكلي. يُعرف في دنقلة باسم كليدوب وقليدوم، وفي كسلة والحبشة باسم اشكوكو (وهي حبشية)، ويعرف في الحجاز وسيناء باس غنم بني إسرائيل واحدته شاة بني إسرائيل.